# Rosário da Limeira
Rosário da Limeira é um município brasileiro do estado de Minas Gerais. Sua população recenseada em 2022 era de 4.734 habitantes.